# سانترانا (آلاسکا)
سانترانا (به انگلیسی: Suntrana) یک منطقهٔ مسکونی در ایالات متحده آمریکا است که در Denali Borough واقع شده‌است. سانترانا ۴۴۵٫۹۳ متر بالاتر از سطح دریا واقع شده‌است.